# Nat Wei, Baron Wei

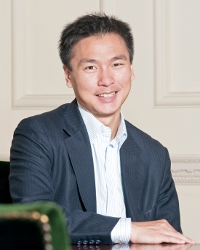
Nat Wei, Baron Wei

Nathanael Ming-Yan Wei, Baron Wei (chinesisch 韋鳴恩 / 韦鸣恩, Pinyin Wéi Míng'ēn), bekannt als Nat Wei, * 19. Januar 1977 in Watford, Hertfordshire ist ein britischer Social Entrepreneur, Berater der britischen Regierung im Rahmen des „Big Society“-Projekts, Politiker der Conservative Party und als Life Peer Mitglied des House of Lords. Wei ist Gründer und Partner der Shaftesbury Partnership, Mitglied des Gründungsteams von Teach First und früherer strategischer Berater bei der Wohltätigkeitsorganisation Absolute Return For Kids.

## Leben und Karriere
Wei wurde 1977 als Sohn chinesischer, ursprünglich aus Hongkong stammender Eltern in Watford geboren und wuchs in Milton Keynes und London auf. 
Er stammt aus einer christlichen Familie; sein Vater war Pfarrer bei einer christlichen Missionsgesellschaft. Wei besuchte eine Gesamtschule.
Er studierte Moderne Sprachen (Modern Languages) am Jesus College der University of Oxford. Nach seiner Graduierung in Oxford arbeitete Wei drei Jahre bei McKinsey & Company, wo er Brett Wigdortz kennenlernte, der 2002 Teach First gründete. 2006, nach drei Jahren bei Teach First, wo er für die Akquise und Verwaltung von Venture Capital zuständig war, begann er für das Kinderhilfswerk Absolute Return for Kids (ARK) zu arbeiten, wo er das Programm Future Leaders mitbegründete, welches die Rekrutierung und Ausbildung zukünftiger Lehrer und Schulleiter für Sekundarschulen in städtischen Brennpunkten zum Ziel hat.
Weis Impetus als Sozialreformer gründet dabei insbesondere auf dem Denken der Anthropologin Margaret Mead, wonach es einer „Gruppe umsichtig denkender, überzeugter Menschen gelingen könne, die Welt zu verändern.“
Anfang 2006, etwa zur gleichen Zeit, als er half, Future Leaders ins Leben zu rufen, gründete Wei die Shaftesbury Partnership, eine Organisation, die sich selbst in der Nachfolge der Sozialreformer der Viktorianischen Ära sieht, und es sich zum Ziel gesetzt hat, „Möglichkeiten zu schaffen und passende Sozialreformen einzuleiten.“ Sie arbeitet derzeit an einer Reihe von Projekten, die sich mit den Themen Wohnungsbau, Arbeitslosigkeit und Gesundheitswesen befassen. Über die Shaftesbury Partnership wurde von Wei auch The Challenge Network mitbegründet, ein unabhängiges Hilfswerk, welches ins Leben gerufen wurde, um „eine Generation zu inspirieren und zu befähigen, sozialen Wandel einzuführen“. Es betreibt das zweimonatige Programm The Challenge, welches großes Interesse bei Regierung und Opposition hervorrief.
Außerdem ist er Fellow der Young Foundation.

## Regierungsberater
Am 18. Mai 2010, bei der Präsentation der Koalitionsvereinbarungen (Conservative – Liberal Democrat Coalition Agreement) zum Big Society-Programm, wurde Wei zum unbezahlten Regierungsberater für das Big Society-Programm ernannt. Seine Stelle ist dem Office for Civil Society beim Cabinet Office angeschlossen. Er wird die Regierung, an der Seite des Kabinettsministers Francis Maude und des Parlamentarischen Unterstaatssekretärs (Parliamentary Under-Secretary of State for Charities, Social Enterprise and Volunteering) Nick Hurd, über alle Aspekte bei der Einführung und Umsetzung des Big Society-Programms beraten.
Zu seinen Aufgaben gehört dabei innerhalb von acht Jahren insbesondere die Schaffung von Einsatzmöglichkeiten für alle 16-jährigen Jugendlichen mit dem General Certificate of Secondary Education im Rahmen des National Citizen Service-Programmes.

## Mitgliedschaft im House of Lords
Bei der Vorstellung Weis als Regierungsberater kündigte Premierminister David Cameron die Ernennung Weis zum Life Peer an. Am 3. Juni 2010 wurde er als Baron Wei, of Shoreditch in the London Borough of Hackney, ins House of Lords eingeführt und sprach seinen Eid. Dabei wurde er von Michael Bates, Baron Bates, und Thomas Galbraith, 2. Baron Strathclyde, unterstützt. Am 16. Juni 2010 hielt er seine Antrittsrede.
Er ist damit erst der dritte ethnische Chinese im Oberhaus, nach Lydia Dunn und dem verstorbenen Michael Chan. Außerdem ist Wei die zweitjüngste Person, die zum Life Peer ernannt wurde, nach Rupert Mitford, der zuvor allerdings bereits als Hereditary Peer im House of Lords saß. Wei war somit der jüngste jemals ernannte Life Peer, der erstmals Mitglied des House of Lords wurde; zuvor war Sayeeda Warsi, Baroness Warsi jüngster Life Peer.

## Familie
Wei ist verheiratet und Vater von zwei Söhnen (Stand: November 2010). Seine Frau Cynthia war bis zur Geburt des ersten Kindes Lehrerin an einer Sekundarschule. Sie leben in Shoreditch, London.